# Gymnopogon burchellii
Gymnopogon burchellii är en gräsart som först beskrevs av William Munro och Johann es Christoph Christian Döll, och fick sitt nu gällande namn av Erik Leonard Ekman. Gymnopogon burchellii ingår i släktet Gymnopogon och familjen gräs. Inga underarter finns listade i Catalogue of Life.